# Platystele londonoana
Platystele londonoana är en orkidéart som beskrevs av Carlyle August Luer och Rodrigo Escobar. Platystele londonoana ingår i släktet Platystele och familjen orkidéer.
Artens utbredningsområde är Colombia. Inga underarter finns listade i Catalogue of Life.